# Мартиросян, Тигран Завенович
Тигран Завенович Мартиросян (укр. Тигран Завенович Мартиросян; род. 1 мая 1993, Ереван) — украинский журналист, телеведущий, продюсер, медиаменеджер. Ведущий телеканала «112 Украина» (до 2017 года). Исполнительный продюсер канала NewsOne (до 2018 года). Руководитель и ведущий телеканала НАШ (2018—2019). Консультант по информационно-аналитическому вещанию «Медиа Группа Украина» и ведущий телеканала «Украина 24» (2020—2022), член Национального союза журналистов Украины, игрок сборной журналистов Украины по футболу.

## Биография
Родился в городе Ереване, Армения. В раннем детстве с родителями переехал на Украину. Окончил Кировоградскую лётную академию Национального авиационного университета по специальности «диспетчер управления воздушным движением», второе высшее образование — правоведение, кировоградский Институт регионального управления и экономики. Был бывшим КВНщиком, играл в команде украинского КВН «Людовик XIV». Учился с 2020 по 2022 годы в Национальной академии государственного управления при Президенте Украины.

## Работа на ТВ
Свою деятельность Тигран начал в 16 лет на региональном канале «Кировоград».
С 26 ноября 2013 года (со дня начала вещания телеканала) по октябрь 2017 года — ведущий телеканала «112 Украина».
В октябре 2017 назначен на должность информационного, а далее исполнительного продюсера телеканала NewsOne. Вёл программы «Большой вечер с Тиграном Мартиросяном» и политическое ток-шоу «Украинский формат» вместе с Василием Головановым.
С ноября 2018 года руководитель телеканала «НАШ». Ведущий передач «Время с Тиграном Мартиросяном» и «События недели с Тиграном Мартиросяном», а также ток-шоу «Оппозиция», выходившая совместно с телеканалом «Украина» (до декабря 2019 г.). Также вёл марафоны «Наш президент», посвящённый выборам Президента Украины 2019 года, «Наш парламент», посвящённый парламентским выборам 2019 года, начинал концерт «Наша перемога» (рус. Наша победа) 9 мая 2019 года. В ноябре 2019 года покинул телеканал, назвав это «творческим отпуском».
В январе 2020 г. присоединился к команде «Медиа Группа Украина». 17 января 2020 г. вышел первый выпуск его авторской программы «Большое интервью с Тиграном Мартиросяном» в эфире телеканала «Украина 24», которая выходила до 3 апреля 2020 года.
С 14 апреля 2020 года по 20 февраля 2022 года вёл информационно-политическую программу «Украина с Тиграном Мартиросяном». Спустя полтора месяца проект вернулся в ютуб-формате, где ведущий общался с гостями по видеосвязи, однако формат просуществовал недолго (шёл с 3 по 11 апреля 2022 года).
С 9 августа по 11 ноября 2020 года вёл спецпроект «Украина выбирает», посвящённый местным выборам 2020 года.
С 11 июня по 1 октября 2021 года был ведущим итоговой программы (с 8 октября 2021 года по 18 февраля 2022 года — ток-шоу) «Большая пятница» на канале «Украина 24».
31 декабря 2021 года участвовал в новогоднем шоу «Все будет красиво».
Был ведущим спецэфира «Как звучит Украина», вместе с народным депутатом Украины Елизаветой Ясько. Также принимал участие в записи колядки «Щедрик», вместе с ведущими телеканалов «Украина» и «Украина 24».
С 24 февраля по 20 июля 2022 года — ведущий национального телемарафона «Единые новости» в информационном слоте «Украина 24».

## Работа на радио
С сентября 2016 до октября 2017 года был ведущим проектов «Итоги дня с Тиграном Мартиросяном», «До и после полудня с Тиграном Мартиросяном» и «День с Тиграном Мартиросяном» радиостанции «Голос Столицы».

## Личная жизнь
Жена — журналистка, экс-ведущая прогноза погоды на телеканале «ZIK», бывший главный редактор телеканалов «Newsone» и «НАШ», бывший главный редактор его авторских проектов на канале «Украина 24» Роксолана Завинская.

## Список проектов, в которых он участвовал, как ведущий

### «112 Украина» (2013—2017)
- 2013—2014 — молодежное ток-шоу «Наша тема»
- 2013—2014 — ток-шоу об искусстве «Культурная революция»[24]
- 2014—2017 — утреннее шоу «112 минут» (ранее — «7am»)
- 2015—2017 — дневной LIVE-эфир

### «Голос Столицы» (2016—2017)
- 2016—2017 — разговорная программа «До и после полудня с Тиграном Мартиросяном»
- 2016 — разговорная программа «Итоги дня с Тиграном Мартиросяном»
- 2016—2017 — разговорная программа «День с Тиграном Мартиросяном»

### «NewsOne» (2017—2018)
- 2017—2018 — вечерняя программа «Большой вечер с Тиграном Мартиросяном»
- 2017—2018 — ток-шоу «Украинский формат»

### «НАШ» (2018—2019)
- 2018 — презентация телеканала «НАШ»
- 2018—2019 — ток-шоу «События недели с Тиграном Мартиросяном»
- 2019 — разговорная программа «Время с Тиграном Мартиросяном»
- 2019 — концерт ко дню победы «Наша победа»
- 2019 — марафон, посвященный выборам Президента Украины «Наш президент»
- 2019 — ток-шоу, посвященное парламентским выборам-2019 «Оппозиция» (вместе с телеканалом «Украина»)
- 2019 — марафон, посвященный парламентским выборам-2019 «Наш парламент»

### «Украина 24» (2020—2022)
- 2020 — разговорная программа «Большое интервью с Тиграном Мартиросяном»
- 2020—2022 — разговорная программа «Украина с Тиграном Мартиросяном»
- 2020 — спецпроект, посвященный местным выборам-2020 «Украина выбирает»
- 2021 — спецэфир к рождеству «Как звучит Украина»
- 2021 — итоговая программа «Большая пятница»
- 2021 — марафон, посвященный встрече двух президентов РФ и США «Женевская встреча»
- 2021 — марафон, посвященный визиту Ангелы Меркель в Киев и ее встрече с президентом Зеленским «Берлин-Киев»
- 2021 — новогоднее шоу «Все будет красиво»
- 2022 — информационный телемарафон «Единые новости»
- 2022 — ютуб-проект «Украина вместе»